# 加藤学園幼稚園
加藤学園幼稚園（かとうがくえんようちえん）は、静岡県沼津市大岡にある私立幼稚園で、国内でオープンプラン教育および英語イマージョンプログラムを導入した最初の幼稚園である。設置者は学校法人加藤学園。
基本的に3年保育である。

## 沿革
（沿革節の主要な出典は公式サイト）
- 1967年（昭和42年） - 沼津女子高等学校（現在の加藤学園高等学校）附属幼稚園として開園・同時に沼津言語教育研究所を併設
- 1969年 - 沼津言語教育研究所内にジュニアイングリッシュスクールを開設
- 1971年 - 「加藤学園幼稚園」に改称
- 1978年 - 園児の学習発表会「こばとまつり」第１回開催
- 1980年 - 調布市の[要出典]アメリカンスクール (ASIJ)との交流開始
- 1989年（平成元年） - 保育室にパソコンを設置し情報リテラシー教育開始
- 1994年 - クラス増設し国内初の[要出典]英語イマージョンプログラム導入
- 1997年 - 課外預かり保育開始、才能教室開始[要出典]
- 1999年 - 未就園児子育て支援センター「ちゅちゅ」開設
- 2011年
  - 7月16日 - 園舎建替にともない旧園舎解体着工、初等学校南側に設けた仮園舎へ移転[要出典]
  - 9月7日 - 新園舎造成および建築工事着工、地鎮祭挙行[要出典]
  - 3月末 - 新園舎竣工、卒園式より供用開始予定[要出典]

## 施設・設備

### 園庭
沼津市大岡の加藤学園自由ヶ丘キャンパス内に高等学校・初等学校・幼稚園が点在している。

その中に幼稚園専用の園庭があり基本的にはそこを使う。ただしSportsDay（運動会）ほか全園的な活動の際は加藤学園高等学校のグラウンドを使うこともある。

なお幼稚園に限らず、加藤学園系列校は全てプールを設備していない。幼稚園では組立式のプールを保有しており、夏季の保育ではそれを使用する。

### 旧園舎（平成23年度1学期まで使用）

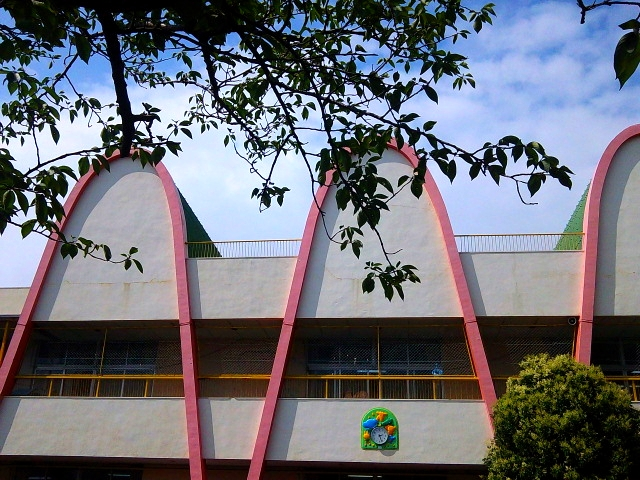
旧園舎の蒲鉾型三連屋根

鉄筋2階建てでカマボコ型の三連ドーム屋根が外見上の最大の特徴である。開園時から現在までに二度の増築が行われている。

一般的な幼稚園と同サイズの保育室が9室と、オープン型保育室（オープンルーム、園内では「ラーニングセンター」と呼称）が2室、体育館兼講堂ホール等がある。

オープンルームは一般保育室の4倍程度の面積があり、ここに年中クラス・年長クラスが同居する。なおレギュラークラスの英語の活動時間は隣接している系列校である加藤学園暁秀初等学校の英語演習室を使用する。

なお現園舎は開園以来の建物であり老朽化と園児増による狭隘化が進行し、また教育体制の変化による部屋配置の不都合が顕在化しているため、平成23年度中の完成を目標に園舎の全面建て替え計画が具体化した。このため平成23年夏に旧園舎は取り壊された。解体工事着工1週間前の7月9日には卒園児とその保護者・元教職員を招いての「さよなら園舎の会」が設定され、開園以来の園舎の名残を惜しんだ。なお平成23年2学期以降の建替工事期間約半年間は、加藤学園暁秀初等学校南隣に設けられた仮園舎で保育が行われた。

### 現園舎（平成23年度卒園式より供用開始）

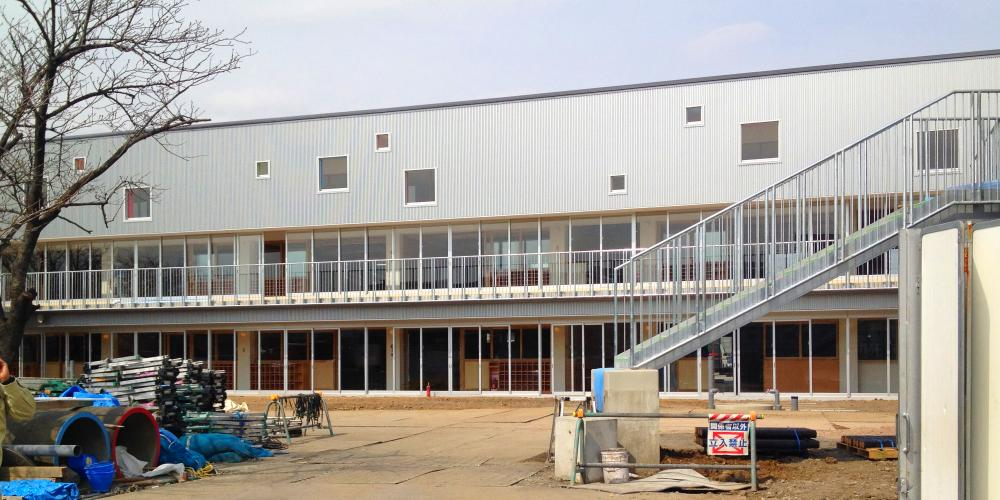
新園舎のうち保育室群が入る部分（平成24年3月16日工事現況）

旧園舎解体後の敷地に建設され、平成24年3月下旬に竣工、平成23年度卒園式より使用開始予定である。現園舎と比して建築面積はほぼ同じであるが、床面積は若干増える。建物は2棟で構成され、どちらも鉄骨造2階建てである。

保育室群と職員室等管理部門が入る建物は、室数等は基本的に現園舎と同じ構成であるが、内廊下を廃しオープンテラス式になる。このため各保育室等の面積は現園舎のものより若干広くなる。また2階の各室は最大2階層分の天井高が確保され、更に天窓も設けられるため、かなり開放的な空間になる。

現在の遊戯室部分は別棟として建てられる。1階には未就園児クラスである「子育て支援センターちゅちゅ」の部屋と倉庫が配され、2階に現在の遊戯室に相当する空間が確保される。
なお、遊戯室棟と保育室棟は2層の連絡通路で連結される。この連絡通路を含め新園舎の通路部は全てオープンテラス式だが、悪天時や安全確保に問題なく対応できるようガラス戸で密閉できる構造である。天地高のガラス戸であるため、全閉時でも明るさや眺望は確保される。

### 通園バス

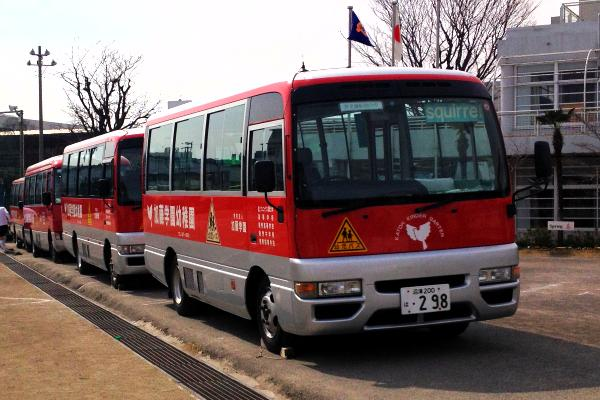
通園送迎用バス

幼稚園専用の通園バスを5台保有し（平成23年度末現在）、園が所在する沼津市内を中心に一部が隣接の長泉町・清水町・三島市まで、10系統で運行している。1系統の運行時間は30〜40分ほどである。ただし各系統とも片道経路になっており、また最初の乗車場所（復路では最後の降車場所）は園から極力離して設定しているため、実際に園児が乗車する時間は最も長いケースでも30分未満である。

利用に際しては前年度に利用の申請をし、実費程度のバス代を保育料とは別に負担する。

バスロケーションシステムを導入しており、保護者は利用するバスが現在どこに居るかを専用webサイトにアクセスすることで知ることができる。また園児が乗降するポイントにバスが近づくと保護者の下へバスが接近した旨のeメールが自動配信されるほか、運行に遅延が発生した場合やイレギュラーで運行経路を変える場合等も適宜eメールが配信される。この他、園〜バス間の連絡手段としてアナログ無線を装備している。

## 保育方針

### オープンプラン保育
「創造性豊かな人間への基礎づくり」を保育目標として掲げ、草創期からオープンプラン保育を国内の幼稚園では初めて取り入れ実践している。

具体的にはノングレード・ノンフォーマル保育であり、従来からの「幼稚園とはこういうもの」的な形式や区分などは排し、自主性・創造性・個性とともに互いを認め合う心を育てていくことを重視している。

一応20〜25名程度（年度による）のクラス編成はされているが、保育時間中は基本的にクラスの区別をせず活動している。年少児は初めての集団生活なので年少児専用の保育室が用意され、各クラスに割り当てられている保育室間の仕切りはアコーディオンカーテンである。普段はこのアコーディオンカーテンが開放されて、クラス間の物理的・人的仕切りを排しているのである。また年中・年長児はそうした物理的な壁が一切ないオープンルームに同居しての保育が行われている。このためオープンルームは、一般的な幼稚園における保育室の4倍ほどの面積である。

斯様にノングレード教育は、年少側の園児は年長園児の姿を普段から見ているために向上心が湧き、一方年長側園児は普段から年少園児の面倒を見るなどするため思いやりやリーダーシップが育てられる効果がある。

一方ノンフォーマル教育は、結局のところ「園児間のカベ」「園児〜教師間のカベ」「年齢のカベ」等を物理的にも心的にも排し、また園運営上の都合でしかない形式や区分も排しているため、園児は自由な発想をし大きなポテンシャルを発揮することができる。さらに互いを認め合う＝個性を尊重し合う心が醸成されるのである。

なおかつて年長児は、系列の加藤学園暁秀初等学校内に保育室が割り当てられ、初等学校1年生とともに「幼年部」を形成して保育をしていた時期がある。

### 英語イマージョン保育
平成6年より定員を増やしクラスを増設して、英語イマージョンプログラムを国内の幼稚園では初めて開始している。加藤学園内では幼稚園から初等学校さらに中学・高等学校へ続くバイリンガル教育体制があり、その中でのアーリー・イマージョンを担う。1期生は既に大学生である。

幼稚園における手法は、ハーフ・イマージョンである。年少〜年長各2クラス計6クラスを
- 年少児日本語サイト
- 年少児英語サイト
- 年中＋年長児日本語サイト
- 年中児英語サイト
- 年長児英語サイト

に分け、午前・午後で各サイトの園児を入れ替える（園児が移動する）。日本語サイトでは日本人教師が保育をし、英語サイトでは英語母語教師1名と日本人教師1名以上が保育を行う。英語サイト内では話し言葉・書き言葉ともに英語以外の言語は一切使用されない。また全園的な活動では日本語と英語が使用され、園から園児・保護者への配布文書は全て日英二ヶ国語表記である。

なおこのプログラムは英語圏諸国出身の在日児や帰国子女の受け入れも想定しており、実際にそうした園児が一定数在籍している。

また日本の法律に基づいて設置されている幼稚園で認可されているプログラムであるため、インターナショナルスクールのように卒園資格が得られなかったり極端に高い保育料の負担はない。

### 体育・情操教育
体育教育は外部より専門講師を招請して行われている。保育内容はこの講師が企画をしている。またあわせて学園内の教員によるリトミックの時間があり体育教育の一環として行われている。

また加藤学園全体では日本文化を通しての情操教育に力を入れており、幼稚園児にも外部の専門講師による茶道や華道を体験させる機会がある。

### 系列校との関係
加藤学園内の上級校である加藤学園暁秀初等学校さらに加藤学園暁秀中学校・高等学校と本園とで一貫した教育理論とそのため段階的実践手法や日々の研鑽があり、一つのラインを形成している。

しかし各校間はそれぞれの附属学校ではないため、本園に入園したことを以て高等学校までの進学を保証されるものではなく、各校入学前には外部志願者と同内容の然るべき選考過程を経る。ただしそうは言ってもやはり加藤学園のメソッドで保育を受けた園児達であり、それは上級校が求めるものと合致するのであるから、園児・保護者の理解や慣れ親しみとともに、外部生より優位性はある。

### 入園選考
募集されるのは3歳児を対象にした3年保育の園児である。年中からの編入は園側にその余裕がある場合に限られ、毎年多くても数名程度しか受け入れていない。なお本園が所在する地域は、本園に限らず3年保育が主流である。

20〜30名程度を1単位にした集団行動観察と、三者面談（志願者本人への質問もある）を経て入園者が決定される。なお募集は「レギュラークラス」「英語イマージョンクラス」を分けてされる（併願可）。

英語イマージョンプログラムは志願者の個性により向き不向きがあり、その時点で向かないと判断された場合はレギュラークラスへの転向入園を推奨される。この場合その園児はレギュラークラスに在籍しつつ英語イマージョンクラスへの転向を待機している園児としての扱いとなり、実際に転向するケースもある。なお向き不向きとは能力の優劣ではない。

## 外部サイト
- 加藤学園幼稚園